# Cisterna de Asparos

Mapa de la Constantinopla medieval. La cisterna de Asparos está ubicada en la parte norte de la ciudad, en la ladera este del quinto cerro.

La Cisterna de Asparos (en griego: ἡ τοῦ Ἂσπαρος κινστέρνη) o Gran Cisterna (en griego: μεγίστη κινστέρνη) era una cisterna romana a cielo abierto de Constantinopla .

## Ubicación
La cisterna está ubicado en Constantinopla, en el área de Fatih (dentro de las murallas de la ciudad ), en la parte más elevada del distrito de Fanari. Se encuentra en la ladera oriental de la quinta colina de Constantinopla, con vistas al Cuerno de Oro .

## Historia

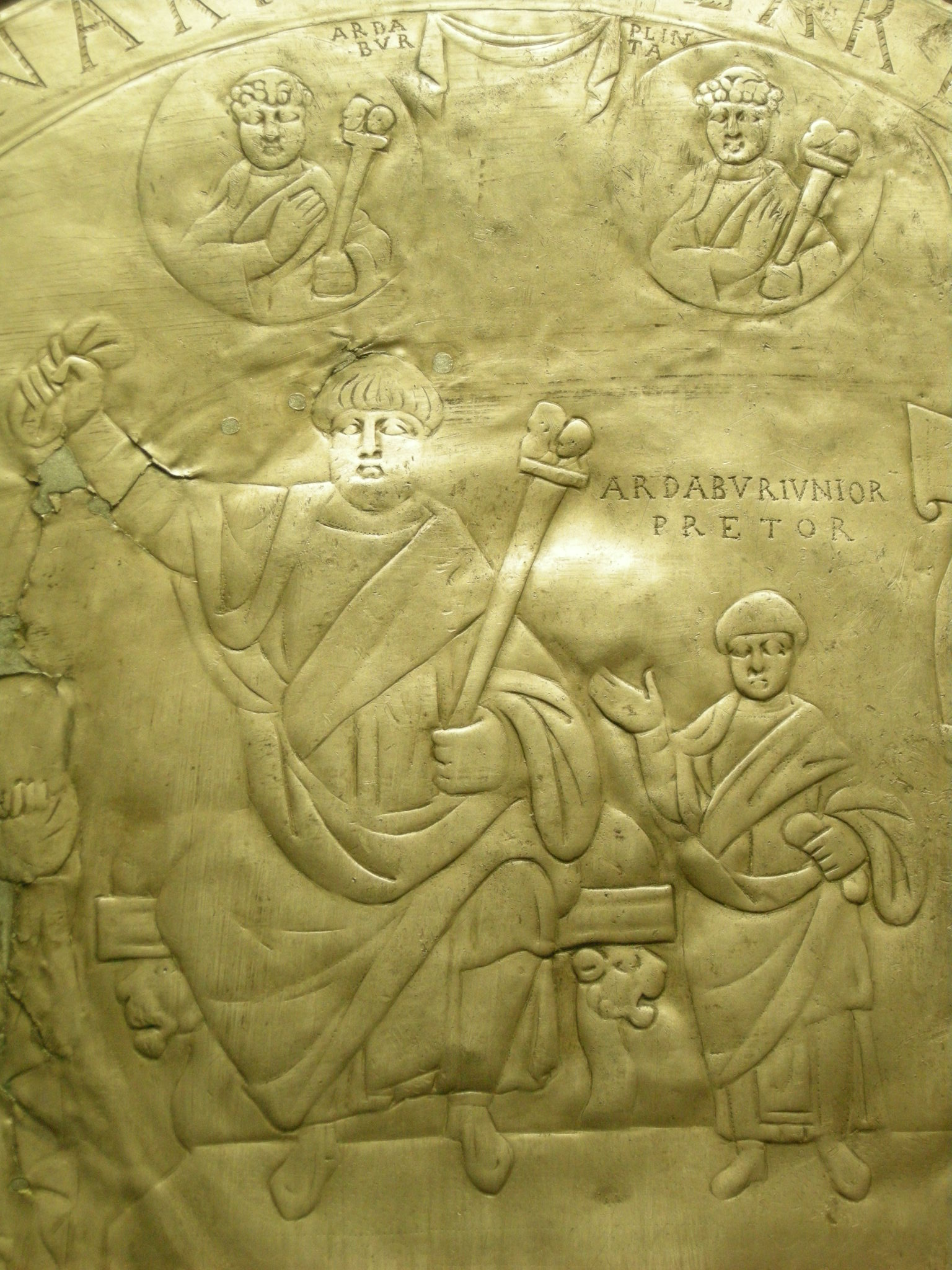
El hijo mayor de Aspar y Ardabur está representado en el missorium (disco de regalo) de Asparos (m. 434).

La construcción de esta cisterna, que estaba ubicado en el distrito 14 de Constantinopla, en el área llamada Petrion por los romanos, comenzó en 459, durante el reinado del emperador Marciano (n. 450-57) por Aspar, un general alano - godo al servicio del Imperio Romano y por los hijos de Ardabur y Patricio, durante los reinados de Riccimer y Patricio. Según la Crónica Pascual del siglo VII, la construcción estaba "cerca de la antigua muralla de la ciudad", es decir, cerca de la Muralla de Constantino I. Los escritores más antiguos durante mucho tiempo no pudieron encontrar su ubicación, que se atribuyó a varias de las cisternas de la ciudad, a saber, las de Vonos, Arkadius o Petrius, y solo en los últimos años se hizo su identificación con certeza. Tras la caída de Constantinopla en 1453 el viajero francés Pierre Gilles menciona que hacia 1540 la cisterna quedó vacía, pero su uso como cisterna ya pudo haber cesado en la época bizantina tardía, ya que entonces se le conocía con el nombre de Xirokipion (jardín seco). Según una tradición, la cisterna estaba conectada directamente con la basílica de Hagia Sophia, que se encuentra a unos tres kilómetros al sureste, a través de un pasaje que se encuentra en el medio del lado sureste y se cerró a mediados del siglo XIX. Durante el reinado del sultán Suleiman I (n. 1520-66) se construyó una pequeña mezquita dentro del embalse. Durante el período otomano, el nombre Çukurbostan ("jardín hundido") sugiere que la estructura se utilizó como huerto. Entonces acogió un pequeño pueblo rodeado de huertas y jardines. Desde 2004, el pueblo, además de su mezquita, ha sido demolido para permitir la construcción de un estacionamiento. El área ahora se utiliza para un parque y campos deportivos. Se utilizó brevemente como el "Parque Educativo" (Eğitim parkı) del distrito de Fatih, pero esto ha cesado.

## Problema de identificación
Como en las demás cisternas de la ciudad, la identificación de la cisterna de Asparos se realizó recién a mediados del siglo XX. Se sabe por las fuentes bizantinas que la cisterna estaba ubicado cerca del palacio de Manuel, los monasterios de Kaiumas, Chrysovalantos , Manuel, Theotokos, Koronis y el monasterio de Agia Theodosia . Hubo dos elementos cruciales que llevaron a la identificación de la estructura: su erección cerca del muro de Constantino y su descripción como "magnífica". La cisterna se ha identificado sucesivamente con: una cisterna ubicada cerca de la Mezquita de Bodrum ; con la cisterna abovedada ubicada al sureste del Çukurbostan de la Puerta de Adriano en los Muros de Teodosio y conocida como Zina Yokusu Bodrumi ; con la cisterna cerca de Sivasli Dede Mescid, ubicada al sureste de la Mezquita Yavuz Selim, con el Çukurbostan de la Puerta Harisi, que más tarde se identificó con seguridad con la Cisterna Aecio . Los dos primeros depósitos pueden ser excluidos, porque están demasiado lejos de la muralla de Constantino, además, el segundo es pequeño. La tercera cisterna es de grandes dimensiones, pero también muy alejada de la antigua muralla, mientras que la cuarta, aunque pegada a la muralla, también es muy pequeña. La única cisterna que cumple ambas condiciones de grandes dimensiones y ubicación cerca de la antigua muralla es la conocida en Constantinopla como Yavuz Selim Çukurbostanı por su proximidad a la Mezquita Yavuz Selim. Esto llevó a su identificación con la cisterna de Asparos a mediados del siglo XX.

## Descripción

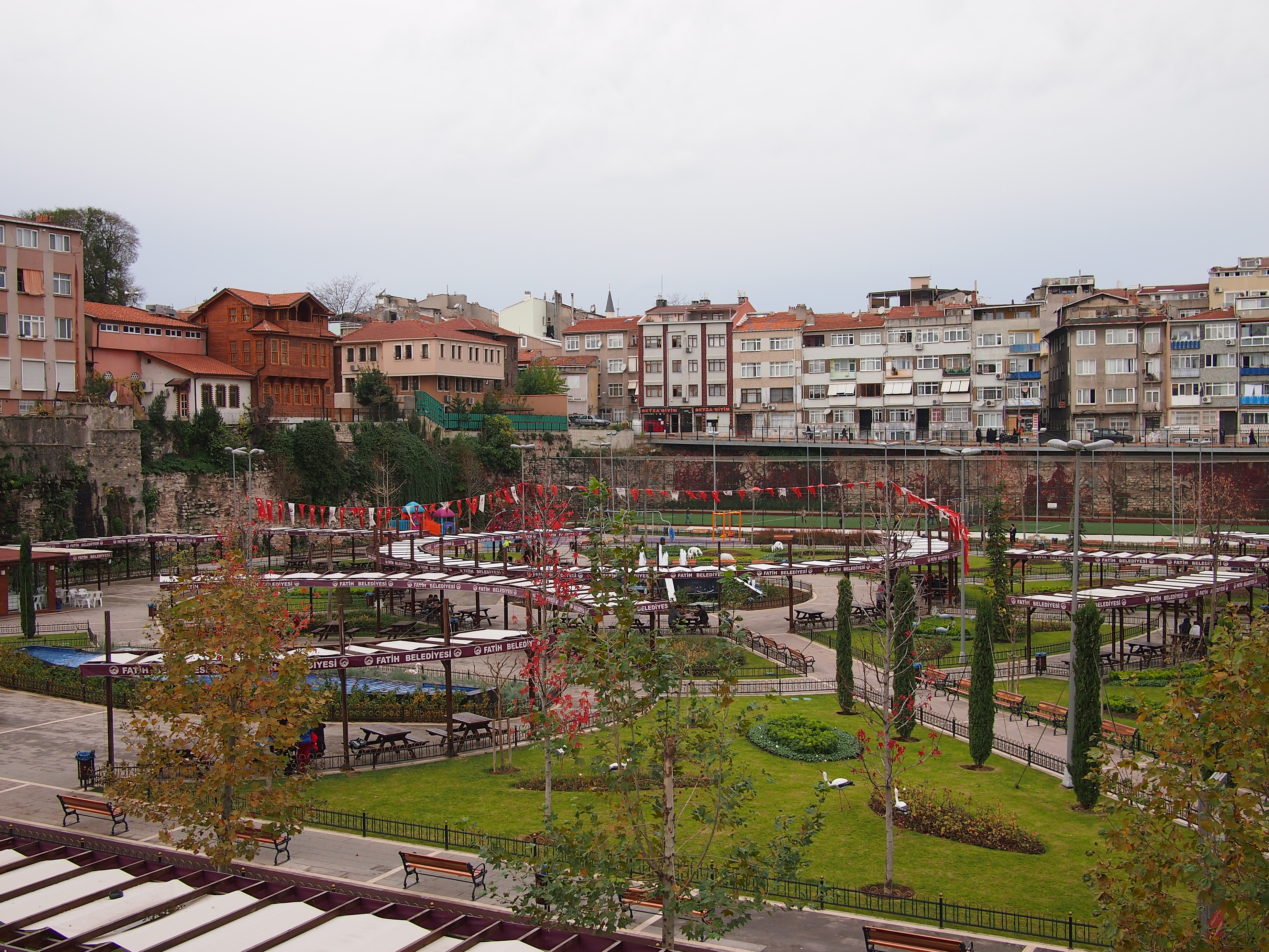
La cisterna de Asparos en 2013

La cisterna tiene forma cuadrada con un lado de 152 m y cubre un área de 23 100 m2, su profundidad promedio varía entre 10 y 11 m, podría contener alrededor de 230 000 - 250 000 m3 de agua. Sus muros, de 5,20 m de espesor y parcialmente aún en su lugar, fueron construidos con la técnica de construcción romana denominada opus listatum, que alterna cinco hiladas de zócalo y cinco hiladas de piedra, un patrón elegante similar al que también se utilizó en la cisterna de Aecio. Los restos del arco son visibles en las paredes internas, lo que ha llevado a algunos a especular que el tanque pudo haber sido cubierto. El embalse de Pulheria se encuentra cerca de la esquina sureste de la cisterna de Asparos